# Cosroes I da Arménia
Cosroes I (em grego: Χοσρόης; romaniz.: Chrosróes; em latim: Chosroes; em armênio: Խոսրով; romaniz.: Χosrov; em parta: 𐭇𐭅𐭎𐭓𐭅; romaniz.: Χusrow) foi um príncipe da dinastia arsácida que governou como rei cliente do Império Romano no Reino da Armênia de 191 a 217.

## Nome
Osroes (em grego: Οσρόης, Osróēs) ou Cosroes (Χοσρόης, Chosróēs) é a variante grega e latina do parta e persa médio Cusrou (𐭇𐭅𐭎𐭓𐭅, Xusrōw) ou Cusrau (Xusraw), que por sua vez deriva do avéstico Haosraua (Haosrauuah), "aquele que tem boa fama". Foi registrado em armênio como Cosrove (Խոսրով, Xosrov), em árabe como Quisra (كسرى, Kisra) em persa novo como Cosrove (خسرو, Ḫosrow).

## Vida

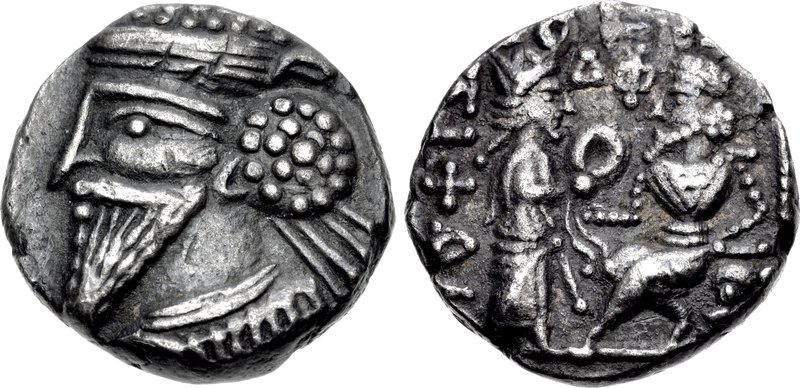
Tetradracma de

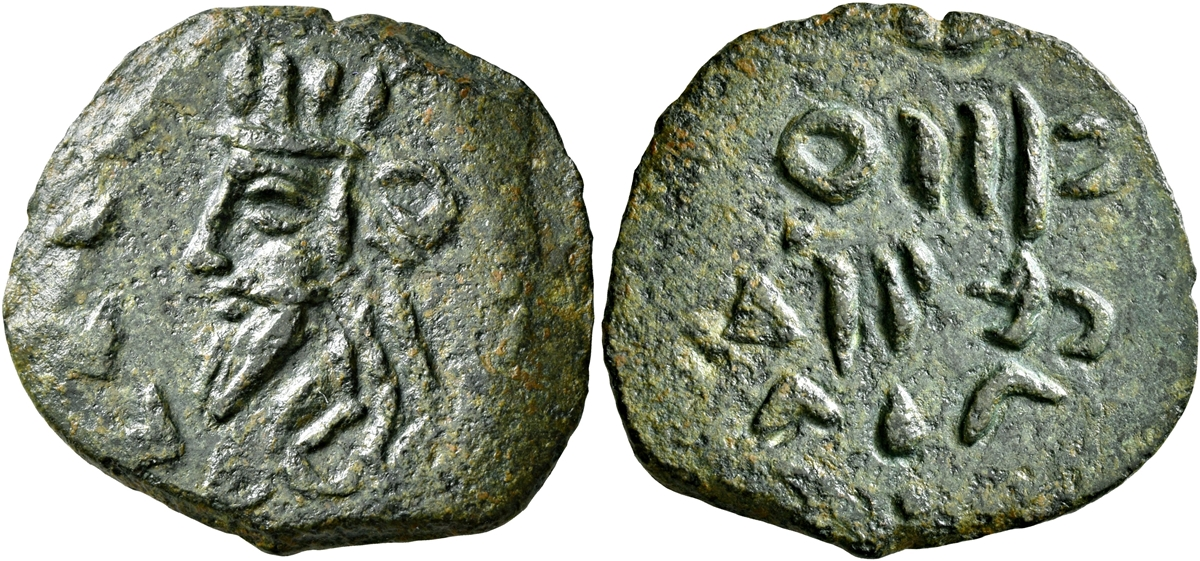
Dracma de r.

Pouco se sabe sobre a vida de Cosroes antes de se tornar rei. Era um dos filhos do rei Vologases II com uma mãe cujo nome não foi registrado. Através de seu pai, era membro da dinastia reinante do Império Arsácida e, portanto, parente da dinastia reinante da Armênia. Em 191, Vologases II ascendeu ao trono parta (como Vologases V) e, como resultado, cedeu o trono armênio a Cosroes. Ao longo dos séculos I e II, o trono armênio era geralmente ocupado por um parente próximo do xainxá parta, que detinha o título de "grão-rei da Armênia".[a] Cosroes serviu como rei armênio de 191 a 217. Em fontes armênias, é frequentemente confundido com seu famoso neto Cosroes II (r. 279/80–287).
Cosroes é o rei que os autores clássicos apresentam como um monarca neutro em relação ao Império Romano. Em 195, quando o imperador Sétimo Severo (r. 193–211) estava em sua grande campanha contra o Império Arsácida, saqueando a capital Ctesifonte, Cosroes enviou presentes e reféns a Severo. Como monarca cliente de Roma, estava sob a proteção de Sétimo Severo e de seu sucessor Caracala (r. 198–217). Entre 214 e 216, Cosroes e a sua família foram mantidos sob detenção romana por razões desconhecidas, o que provocou uma grande revolta na Arménia contra o Império Romano. Em 215, Caracala liderou um exército e invadiu a Armênia para acabar com o levante. Cosroes pode ser o homônimo citado numa inscrição egípcia que fala de Cosroes, o Arménio. Em 217, quando Cosroes morreu, seu filho Tiridates II recebeu a coroa armênia de Caracala. Tiridates II foi declarado rei da Armênia após o assassinato de Caracala, ocorrido em 8 de abril de 217.